# Ice Challenge 2015
Ice Challenge 2015 – siódme zawody łyżwiarstwa figurowego z cyklu Challenger Series 2015/2016. Zawody rozgrywano od 27 października do 1 listopada 2015 roku w hali Liebenauer Eishalle w Grazu.
Wśród solistów triumfował Rosjanin Artur Dmitrijew Jr., natomiast w rywalizacji solistek Amerykanka Mirai Nagasu. W rywalizacji par sportowych zwyciężyli reprezentanci Stanów Zjednoczonych Alexa Scimeca i Chris Knierim. Tytuł w rywalizacji par tanecznych wywalczyli ich rodacy Danielle Thomas i Daniel Eaton.

## Wyniki

### Soliści
| Poz. | Zawodnik             | Nota łączna | SP  | SP    | FS  | FS     |
| ---- | -------------------- | ----------- | --- | ----- | --- | ------ |
| 1    | Artur Dmitrijew Jr.  | 247,57      | 2   | 84,46 | 2   | 163,11 |
| 2    | Jason Brown          | 240,65      | 1   | 85,29 | 4   | 155,36 |
| 3    | Michaił Kolada       | 239,77      | 3   | 74,86 | 1   | 164,91 |
| 4    | Jorik Hendrickx      | 233,47      | 4   | 74,55 | 3   | 158,92 |
| 5    | Anton Szułepow       | 215,01      | 5   | 74,16 | 5   | 140,85 |
| 6    | Phillip Harris       | 183,33      | 6   | 65,93 | 6   | 117,40 |
| 7    | Jordan Moeller       | 178,21      | 7   | 63,50 | 9   | 114,71 |
| 8    | Stéphane Walker      | 175,44      | 8   | 60,39 | 8   | 115,05 |
| 9    | Jiří Bělohradský     | 167,55      | 9   | 54,71 | 10  | 112,84 |
| 10   | Anton Kempf          | 163,69      | 12  | 47,28 | 7   | 116,41 |
| 11   | Adrien Bannister     | 153,42      | 10  | 53,41 | 11  | 100,01 |
| 12   | Mario-Rafael Ionian  | 137,12      | 14  | 43,77 | 12  | 93,35  |
| 13   | Viktor Zubik         | 134,54      | 13  | 44,69 | 13  | 89,85  |
| 14   | Alessandro Fadini    | 131,10      | 11  | 47,83 | 14  | 83,27  |
| 15   | Manuel Koll          | 113,09      | 15  | 37,11 | 15  | 75,98  |
| 16   | Simon-Gabriel Ionian | 95,71       | 16  | 29,98 | 16  | 65,73  |
| WD   | Petr Kotlařík        | DNS         | DNS | DNS   | DNS | DNS    |

### Solistki
| Poz. | Zawodniczka            | Nota łączna | SP | SP    | FS  | FS     |
| ---- | ---------------------- | ----------- | -- | ----- | --- | ------ |
| 1    | Mirai Nagasu           | 169,38      | 2  | 57,85 | 1   | 111,53 |
| 2    | Marija Artiemjewa      | 166,81      | 3  | 57,49 | 2   | 109,32 |
| 3    | Tyler Pierce           | 162,69      | 1  | 58,47 | 3   | 104,22 |
| 4    | Sierafima Sachanowicz  | 157,73      | 5  | 54,39 | 4   | 103,34 |
| 5    | Ivett Tóth             | 150,15      | 4  | 54,89 | 5   | 95,26  |
| 6    | Anna Dušková           | 142,23      | 6  | 53,83 | 9   | 88,40  |
| 7    | Kailani Craine         | 141,59      | 8  | 49,70 | 6   | 91,89  |
| 8    | Lutricia Bock          | 141,07      | 7  | 50,14 | 7   | 90,93  |
| 9    | Daša Grm               | 134,35      | 12 | 44,94 | 8   | 89,41  |
| 10   | Nathalie Weinzierl     | 128,49      | 9  | 47,73 | 11  | 80,76  |
| 11   | Aimee Buchanan         | 122,83      | 11 | 45,07 | 13  | 77,76  |
| 12   | Sara Casella           | 120,75      | 19 | 38,49 | 10  | 82,26  |
| 13   | Jelizawieta Ukołowa    | 118,65      | 13 | 42,62 | 15  | 76,03  |
| 14   | Fruzsina Medgyesi      | 118,47      | 10 | 47,32 | 17  | 71,15  |
| 15   | Emilia Toikkanen       | 115,15      | 16 | 40,58 | 16  | 74,57  |
| 16   | Camilla Gjersem        | 114,71      | 21 | 36,55 | 12  | 78,16  |
| 17   | Inga Janulevičiūtė     | 112,55      | 22 | 35,23 | 14  | 77,32  |
| 18   | Gerli Liinamäe         | 109,17      | 17 | 40,45 | 18  | 68,72  |
| 19   | Matilde Gianocca       | 106,02      | 20 | 37,69 | 19  | 68,33  |
| 20   | Sara Falotico          | 104,72      | 15 | 40,84 | 20  | 63,88  |
| 21   | Nelma Hede             | 103,65      | 14 | 42,10 | 21  | 61,55  |
| 22   | Nina Larissa Wolfslast | 92,42       | 23 | 31,40 | 22  | 61,02  |
| 23   | Christina Grill        | 85,43       | 24 | 27,94 | 23  | 57,49  |
| 24   | Ines Wohlmuth          | 76,62       | 25 | 22,11 | 24  | 54,51  |
| 25   | Arijana Tirak          | 45,47       | 26 | 15,54 | 25  | 29,93  |
| WD   | Loena Hendrickx        | DNF         | 18 | 39,92 | DNF | DNF    |

### Pary sportowe
| Poz. | Zawodnicy                            | Nota łączna | SP | SP    | FS | FS     |
| ---- | ------------------------------------ | ----------- | -- | ----- | -- | ------ |
| 1    | Alexa Scimeca / Chris Knierim        | 189,28      | 1  | 68,74 | 1  | 120,54 |
| 2    | Mari Vartmann / Ruben Blommaert      | 155,62      | 3  | 56,38 | 2  | 99,24  |
| 3    | Nicole Della Monica / Matteo Guarise | 154,78      | 2  | 58,34 | 4  | 96,44  |
| 4    | Jessica Calalang / Zack Sidhu        | 150,96      | 4  | 52,58 | 3  | 98,38  |
| 5    | Ryom Tae-ok / Kim Ju-sik             | 132,18      | 5  | 44,16 | 5  | 88,02  |

### Pary taneczne
| Poz. | Zawodnicy                              | Nota łączna | SD | SD    | FD | FD    |
| ---- | -------------------------------------- | ----------- | -- | ----- | -- | ----- |
| 1    | Danielle Thomas / Daniel Eaton         | 132,44      | 1  | 52,34 | 1  | 80,10 |
| 2    | Misato Komatsubara / Andrea Fabbri     | 126,66      | 2  | 51,76 | 3  | 74,90 |
| 3    | Olesia Karmi / Max Lindholm            | 124,26      | 4  | 49,32 | 2  | 74,94 |
| 4    | Barbora Silná / Juri Kurakin           | 123,60      | 3  | 51,08 | 4  | 72,52 |
| 5    | Yura Min / Alexander Gamelin           | 107,76      | 6  | 40,48 | 5  | 67,28 |
| 6    | Tina Garabedian / Simon Proulx-Sénécal | 102,54      | 7  | 39,90 | 6  | 62,64 |
| 7    | Jasmine Tessari / Francesco Fioretti   | 97,16       | 5  | 41,12 | 7  | 56,04 |